# Hitler's Children
Hitler's Children è un film statunitense del 1943 diretto da Edward Dmytryk e, non accreditato, Irving Reis.
La sceneggiatura si basa su Education for Death: The Making of a Nazi, un libro di Gregor Ziemer - all'epoca dell'uscita del film commentatore e analista del canale radiofonico WLW di Cincinnati - pubblicato a Londra nel 1941. Il romanzo prendeva spunto dall'esperienza vissuta dall'autore che, prima della guerra, aveva vissuto e insegnato in Germania.

## Trama
Berlino, 1933.  Il professor Nichols, statunitense, gestisce l'American Colony School, una scuola privata in cui giovani di diverse nazionalità sono educati ai valori della libertà e della democrazia. Prospiciente vi è la Horst Wessel School, dove invece i giovani tedeschi sono indottrinati alla fede nazionalsocialista. Tra gli studenti delle due scuole scoppia talvolta la rissa e, durante un parapiglia, Karl Bruner, un tedesco nato negli Stati Uniti si scontra con Anna Muller, cittadina americana nata in Germania che vive con i nonni tedeschi. Nonostante l'inizio burrascoso, tra i due studenti nasce un'attrazione amorosa. Il professore, conscio di ciò, invita Anna e Karl alle sue escursioni settimanali in campagna e ben presto i tre sembrano essere diventati buoni amici. Un giorno, nel bosco,  Anna vede un bambino legato e imbavagliato, ma quando tenta di liberarlo, Karl glielo impedisce dicendole che si tratta di una prova per entrare a far parte della Gioventù hitleriana. L'episodio segna una netta separazione tra due diverse concezioni della vita e così Anna e Nichols perdono i contatti con Karl.
Sei anni più tardi, mentre la guerra si profila in Europa, Karl Bruner, ora tenente della Gestapo, rimuove gli studenti tedeschi, polacchi ed ebrei dalla scuola americana. Anche Anna, pur essendo diventata l'assistente del professore, viene portata via perché, nonostante il passaporto statunitense, è nata in Germania da genitori tedeschi.
Nichols cerca di trovare Anna, ma il consolato degli Stati Uniti in questo caso non ha alcun potere e i nonni tedeschi di Anna sono troppo spaventati dal clima oppressivo per aiutarlo nelle ricerche. Franz Erhart, un giornalista amico di Nichols, gli suggerisce di chiedere il permesso al Ministero della Pubblica Istruzione di visitare un certo campo di lavoro, dove probabilmente si trova Anna. Nichols riesce ad accedere al campo accompagnato da Karl, ma ha l'occasione di scambiare qualche parola in privato con Anna che, comportandosi da impiegata modello, gode di una certa libertà. Quest'ultima scoraggia Nichols dal tentare di farla uscire dalla Germania, in quanto troppo pericoloso e con scarse possibilità di successo.
Karl crede che Anna stia diventando una "vera tedesca" e la raccomanda per un corso presso l'Università di Berlino. Anna rifiuta l'offerta e denigra apertamente il nuovo ordine davanti al colonnello Henkel, ufficiale superiore di Karl. In conseguenza di ciò viene inviata ad un altro campo per un anno di lavori forzati con l'ordine che sia tenuta sotto stretta sorveglianza. Poiché i rapporti su di lei parlano del suo comportamento antinazista, Henkel medita di farla sterilizzare. Karl va a trovare Anna e, dopo averla avvertita del pericolo, dichiara il suo amore per lei e cerca di convincerla a servire la Germania facendo con lui un bambino. Benché anche Anna sia innamorata di Karl, lo respinge perché rifiuta di dare un figlio a Hitler.
Anna scappa dal campo attraverso i boschi, riesce a nascondersi sul carro di un contadino e a raggiungere Berlino, dove cerca rifugio nella cattedrale cattolica, celandosi tra i fedeli. Nulla, però, sfugge alla Gestapo. Un drappello armato si presenta in chiesa minacciando il vescovo e lei si consegna spontaneamente. Nonostante le proteste del vescovo, viene ordinata una esemplare fustigazione in pubblico seguita poi dalla sterilizzazione e Henkel invia Karl ad assistere alla punizione. Dopo aver inferto la seconda scudisciata l'aguzzino viene fermato da Karl che, così, condanna a morte se stesso e Anna.
Karl, nonostante la sua fine sia ormai decisa, finge di aver capito il suo errore e, con la promessa di un funerale con tutti gli onori, si dice pronto a ritrattare pubblicamente con un autodafé. Perché ciò serva d'esempio, Henkel organizza una trasmissione radiofonica nazionale del processo a carico dei due amanti. Intanto al professor Nichols viene ordinato di lasciare immediatamente la Germania per non essere arrestato con l'accusa di tradimento. Giunto in aeroporto, Nichols sente gli altoparlanti diffondere in diretta le dichiarazioni preliminari di Karl al processo. Sorprendendo i suoi accusatori, Karl cita una poesia di Goethe sulla libertà e denuncia l'oppressione nazista. Per ordine di Henkel, il giovane ufficiale viene ucciso seduta stante con un colpo di pistola. Subito dopo, mentre si precipita verso Karl, anche Anna viene colpita a morte.

## Produzione
Prodotto dalla RKO Radio Pictures, il film venne a costare 205.000 dollari. Irving Reis, a cui era stata affidata la regia, dopo un battibecco con il produttore Edward A. Golden, a sorpresa - senza trovar l'appoggio dei dirigenti della RKO - venne rimpiazzato da Edward Dmytryk.

## Distribuzione
Il copyright del film, richiesto dalla RKO Radio Pictures, Inc., fu registrato il 22 gennaio 1943 con il numero LP11908.
Il film venne proiettato in prima mondiale a Cincinnati il 14 gennaio 1943, con una serata sponsorizzata dalla WLW, la stazione radiofonica locale dove lavorava Ziemer, l'autore del romanzo. In contemporanea, il film uscì in anteprima in numerose città degli Stati Uniti, raccogliendo con la vendita dei biglietti una grossa somma che venne devoluta alla Società delle Nazioni.
Il 24 maggio 1943, la storia venne adattata per una trasmissione radiofonica del Lux Radio Theatre con la partecipazione, tra gli interpreti, di Bonita Granville e Otto Kruger che ripresero, per il radiodramma, i rispettivi ruoli che avevano ricoperto nel film.